# Juanjo Giménez Peña
Juanjo Giménez Peña (Barcelona, 18 d'abril de 1963) és un director i productor de cinema català especialitzat en curtmetratges. El 2016 fou el guanyador de la Palma d'Or al millor curtmetratge amb el seu film Timecode que va ser un dels 10 treballs seleccionats pel jurat del festival, d'un total de 5.008 aspirants. Timecode va realitzar-se dins del curs de Creació i Direcció Cinematogràfica de l'Escola de Cinema de Reus, concebut com una lliçó de direcció per als alumnes. Alguns dels seus treballs en format curt són Hora de cerrar i Especial con luz, Ella está enfadada i Libre Indirecto, Máxima pena, Nitbús i Rodilla. També ha dirigit dos llargmetratges, Nos hacemos falta i Esquivar i pegar codirigit amb Adán Aliaga. Giménez ha produït també documentals com Estigmas, El arca de Noé i Enxaneta. El 24 de gener de 2017 el seu film Timecode fou nominat a l'Oscar al millor curtmetratge.